# 1824.
◄ | 18. stoljeće | 19. stoljeće | 20. stoljeće | ►
◄ | 1790-ih | 1800-ih | 1810-ih | 1820-ih | 1830-ih | 1840-ih | 1850-ih | ►
◄◄ | ◄ | 1821. | 1822. | 1823. | 1824. | 1825. | 1826. | 1827. | ► | ►►
Arhitektura • Astronomija • Biologija • Glazba • Kazalište • Kemija • Kiparstvo • Knjige • Književnost • Kršćanstvo • Meteorologija • Medicina • Politika • Pravo • Promet • Slikarstvo • Šport • Znanost

## Rođenja

### Siječanj – ožujak
- 24. veljače – Matija Mrazović, hrvatski odvjetnik, političar i publicist († 1896.)
- 2. ožujka – Bedřich Smetana, češki skladatelj († 1884.)
- 12. ožujka – Gustav Robert Kirchhoff, njemački fizičar i kemičar († 1887.)

### Travanj – lipanj
- 1. travnja – Josip Torbar, hrvatski znanstvenik († 1900.)
- 5. travnja – Ladislav Pejačević, hrvatski ban i političar († 1901.)

### Srpanj – rujan
- 27. srpnja – Alexandre Dumas (sin), francuski književnik († 1895.)
- 4. rujna – Anton Bruckner, austrijski orguljaš i skladatelj († 1896.)
- 15. rujna – Joseph Hergenröther, njemački kardinal († 1890.)

### Listopad – prosinac
- 3. listopada – Ivan Nikitin, ruski pjesnik († 1861.)

## Smrti
- 19. travnja – George Gordon Byron, engleski književnik (* 1788.)

## Vanjske poveznice
|  | Zajednički poslužitelj ima još gradiva o temi 1824. |